# هملوم
هملوم (به هلندی: Hemelum) یک منطقهٔ مسکونی در هلند است که در سودوست-فریسلان واقع شده‌است. هملوم ۶۱۰ نفر جمعیت دارد.